# حاکمیت بر شبکه
حاکمیت بر شبکه (به انگلیسی: Network sovereignty) تلاش یک هستار حاکمیتی مانند دولت برای ایجاد مرز روی یک شبکه و سپس اعمال نوعی کنترل، غالباً به شکل اجرای قانون بر چنین مرزهایی گفته می‌شود.
تقریباً همان‌طور که کشورها در مرزهای فیزیکی خود، یا حاکمیت وستفالی خود، به‌دنبال قدرت محض هستند، دستگاه‌های حاکمیتی در مرزهای شبکه ای که تعیین کرده‌اند خواهان قدرت و اقتدار هستند و خواهان اعمال حاکمیت بر شبکه هستند. در بافتار اینترنت، هدف این است که بر وب حکمرانی اعمال شود و آن را در مرزهای کشور کنترل کنند. غالباً، این امر به این صورت مشاهده می‌شود که کشورها می‌خواهند بر همه اطلاعاتی را که در داخل مرزهایشان جاری است کنترل اعمال کنند.
این مفهوم از این سؤالات ناشی می‌شود که در مورد نهادهایی مانند اینترنت، که زیرساخت‌های فیزیکی آن در فضای واقعی وجود دارد، اما موجودیت آن در فضای مجازی ناملموس است چگونه کشورها می‌توانند حاکمیت قانون خود را حفظ کنند. برخی از محققان اینترنتی، مانند جوئل آر. ریدنبرگ، معتقدند، «شبکه‌ها دارای ویژگی‌های اصلی حاکمیت هستند: شرکت کننده / شهروندانی که از طریق موافقت‌نامه‌های عضویت از خدمات ارائه دهندگان خدمات استفاده می‌کنند، حقوق» اساسی «که در شرایط خدمات پیمانکاری باید مراعات شوند، و اختیارات حفظ نظم و آرامش از طریق وضع مالیات (هزینه‌ها) و تکلیف کارور یا اپراتور سامانه اعمال می‌شوند» در واقع، بسیاری از کشورها برای اطمینان از حفاظت از حریم خصوصی شهروندان خود و تداوم کسب و کار داخلی از طریق قانون‌گذاری موضوعاتی مانند صیانت از داده‌ها و حریم خصوصی اطلاعات اقدام کرده‌اند (نگاه کنید به رهنمود صیانت از داده‌های اتحادیه اروپا و قانون حفاظت از داده ۱۹۹۸ بریتانیا).
حاکمیت شبکه پیامدهایی برای امنیت دولت، حکمرانی اینترنت و کاربران شبکه‌های ملی و بین‌المللی اینترنتی دارد.

## پیامدهای مربوط به امنیت دولت
شبکه‌ها مکان‌های چالش‌برانگیزی برای بسط  کنترل حاکمیتی دولت‌ها هستند. در کتاب ارتباطات در عصر جامعه، استاد ارتباطات آلیسون کاواناگ استدلال می‌کند که حاکمیت دولت توسط شبکه‌ها به شدت کاهش یافته‌است.
محققان دیگر مانند ساسکیا ساسن و جوئل آر. ریدنبرگ موافق این ایده هستند. ساسن استدلال می‌کند که قدرت دولت در فضای سایبر محدود است و شبکه‌ها و به ویژه تونل‌های خصوصی بی شماری که برای موسساتی مانند بانک‌ها قدرت دولت را محدود می‌کنند. ساسن در ادامه این فرضیه را مطرح می‌کند که این تونل‌های خصوصی باعث ایجاد تنش درون دولت می‌شوند زیرا خود دولت نیز یک صدای واحد نیست. ریدنبرگ به آنچه او «مرزهای ملی قابل نفوذ» می‌نامد، اشاره می‌کند و مواضع ساسن در مورد تونل‌های خصوصی که از شبکه‌های متعددی عبور می‌کنند را تکرار می‌کند. ریدنبرگ ادامه می‌دهد که مالکیت معنوی می‌تواند به راحتی از طریق چنین شبکه‌هایی عبور کند و این ارائه دهندگان محتوا را به رمزگذاری محصولات خود تشویق می‌کند. منافع گوناگون در یک شبکه، توسط گروه‌های لابی، در داخل دولت تکرار می‌شود.

## حکمرانی بر اینترنت
بسیاری از دولت‌ها در تلاشند تا نوعی کنترل بر اینترنت اعمال کنند. بحث‌های حول قانون توقف سرقت آنلاین (سوپا) و قانون حفاظت از آی‌پی (پیپا) در ایالات متحده، پروژه سپر طلایی در چین و قوانین جدیدی که قدرت بیشتری را به روسکامندزور در روسیه اعطا می‌کند برخی از نمونه‌های تلاش برای حکمرانی بر اینترنت هستند.

### سوپا-پیپا
در صورت تصویب لایحه شکست خورده توقف سرقت آنلاین، ایالات متحده به سازمان‌های اجرای قانون اجازه می‌داد که برای جلوگیری از دزدی آنلاین دسترسی به وب سایت‌ها را مسدود کنند. پاسخ گروه‌های لابی بی‌طرف قوی بود. استادان حقوق استنفورد، مارک لملی، دیوید لوین و دیوید پست مقاله ای را با عنوان «اینترنت نشکنید نکنید» منتشر کردند. اعتراضات متعددی اعتراضاتاعتراضات علیه سوپا و پیپا صورت گرفت، از جمله خاموشی ویکی‌پدیا در واکنش به اظهارات سناتور پاتریک لی، که قانون حفاظت از آی‌پی را پیشنهاد داده بود. هر دو قانون به دلیل محدود کردن دسترسی به برخی از وب سایت‌ها برای رسانه‌های جمعی مناسب تلقی می‌شدند. این اقدامات به عنوان حمله به بی‌طرفی شبکه تلقی می‌شد و به همین ترتیب برای حوزه عمومی شبکه یک آسیب‌های بالقوه تلقی می‌شد.

### پروژه سپر طلایی
پروژه سپر طلایی، که گاه به عنوان دیواره آتش بزرگ چین نیز شناخته می‌شود، از دسترسی دارندگان نشانی آی‌پی چینی به برخی وب سایتهای ممنوعه در داخل این کشور جلوگیری می‌کند. در این کشور مردم از دسترسی به وبگاه‌هایی که دولت آنها مشکل ساز تلقی می‌کند جلوگیری می‌شود. به گفته محقق مین جیانگ، این موضوع بین جامعه شهروندان اینترنتی و دولت ایجاد می‌کند.

### روسکماندزور
روسکماندزور روسیه (خدمات فدرال نظارت در حوزه ارتباطات، فناوری‌های اطلاعات و ارتباطات جمعی) در دسامبر ۲۰۰۸ برابر فرمان رئیس‌جمهور شماره ۱۷۱۵ ایجاد شد. این آژانس برای محافظت از حقوق دارندگان داده‌های شخصی ایجاد شده‌است. به گفته دولت روسیه، این آژانس سه هدف اصلی دارد:
- تضمین برآورده شدن تقاضای جامعه برای خدمات ارتباطی با کیفیت بالا و همچنین فناوریهای اطلاعات و ارتباطات.
- ترویج ارتباطات جمعی و آزادی رسانه‌های جمعی؛
- حصول اطمینان نسبت به حمایت از حقوق شهروندان در زمینه حفظ حریم خصوصی، محرمانه بودن امور شخصی و خانوادگی.[۱۱]

در تاریخ ۱ سپتامبر ۲۰۱۵، قانون جدید محلی سازی داده‌ها قدرت نظارت بیشتری به روسکماندزور داد. قانون تصریح می‌کند که هرگونه اطلاعات شخصی که به‌صورت برخط از شهروندان روسی جمع‌آوری می‌شود باید در بانکهای اطلاعاتی که از لحاظ مکانی در روسیه قرار دارند، ذخیره شود. این قانون «رویه جدیدی را ایجاد می‌کند که دسترسی به وب‌گاه‌هایی را که نقض قوانین روسیه دربارهٔ اطلاعات شخصی است» محدود می‌کند. رئیس‌جمهور ولادیمیر پوتین و کرملین حتی با فشارهای شدید از طرف کسانی که «جریان آزاد اطلاعات» را ترویج می‌کنند، در خواسته احقاق حاکمیت شبکه برای محافظت از شهروندان روسی ثابت قدم هستند.

### نمونه‌های دیگر
رویکرد چین می‌تواند در بسیاری از کشورهای دیگر جهان نیز تکرار شود. یک نمونه سانسور اینترنت در بهار عربی بود، وقتی دولت مصر سعی کرد دسترسی به فیس بوک و توییتر را مسدود کند. همچنین، در جریان شورش‌های انگلیس در سال ۲۰۱۱، دولت انگلیس سعی در مسدود کردن پیام رسان بلک بری داشت. در ایرلند، مایکروسافت و اپل برای کنترل سرورها مبارزه کرده‌اند و ادعا کرده‌اند که اهداف آنها برای محافظت از حریم شخصی کاربران توسط دولت ایالات متحده به بازی گرفته می‌شود، آنها دولت ایالات متحده آمریکا را به تلاش در ادعای حق نسبت به هرگونه اطلاعات جمع‌آوری شده توسط شرکت‌های آمریکایی متهم کرده‌اند.

### پاسخ به حاکمیت اینترنت
بسیاری بر این باورند که دولت حق ندارد در اینترنت باشد. همان‌طور که استاد حقوق دیوید پست در دانشگاه جرج تاون اظهار داشت، دستکم در بافتار اینترنت "[دولت‌ها] دولتی بودن را بر روی دامنه ای که مرزهای فیزیکی را به رسمیت نمی‌شناسد، ترسیم می‌کنند." وی ادامه داد: "" وقتی ۱۵۰ حوزه قضایی قانون خود را اعمال کنند، این به یک کابوس تعارض قانون مبدل می‌شود. "" برخی از طرفداران اینترنت مانند جان پری بارلو معتقدند که شکل فعلی اینترنت غیرقابل کنترل است و باید تا حد امکان باز بماند. مقاله بارلو دربارهٔ اینترنت دهه ۱۹۹۰ نگاشته شده‌است، و گرچه از آن زمان به بعد اینترنت بسیار تغییر کرده‌است، اما در بحث‌های جاری پیرامون آینده اینترنت ، ایده‌های وی هنوز برجسته است. وی در مقاله خود اعلامیه استقلال فضای مجازی، مدعی شد که دولت‌ها باید از اینترنت دور بمانند.
حاکمیت بر شبکه می‌تواند بر امنیت دولت، اجرای قانون در اینترنت و روش‌هایی که شهروندان خصوصی از اینترنت استفاده می‌کنند، تأثیر بگذارد، زیرا بسیاری از افراد با استفاده از ابزاری مانند شبکه‌های خصوصی مجازی سعی در دور زدن محافظت و وسایل قانونی، که توسط بسیاری از دولت‌ها در اینترنت قرار داده شده‌است، دارند.

## تأثیر شبکه‌های خصوصی مجازی
شبکه‌های خصوصی مجازی (VPN) ابزاری مهم برای این امکان است که شهروندان بتوانند حاکمیت شبکه را دور بزنند و محدودیت‌هایی را که دولت آنها ممکن است در دسترسی آنها به اینترنت قرار دهد، کنار بگذارند. شبکه‌های خصوصی مجازی به رایانه اجازه می‌دهند تا اتصال اینترنت خود را از یک مکان به مکان دیگر هدایت کند. برای نمونه، فردی که از نقطه الف به نقطه ب وصل می‌شود و به از آنجا به دیگران وصل می‌شود، به نظر می‌رسد که از نقطه ب به اینترنت دسترسی دارند حتی اگر در قسمت A باشند. برای نمونه، در چین، وی‌پی‌ان‌ها برای دسترسی به مطالب مسدود شده استفاده می‌شوند. یانگ نمونه ای از فیلم‌های پورنوگرافی را بیان می‌کند که با وی‌پی‌ان، «اسموت که در ایالات متحده ممنوع است می‌تواند از طریق سیگنال‌های الکتریکی در مثلاً آمستردام وارد خانه‌های آمریکایی شود.» در آن نمونه، با استفاده از شبکه خصوصی مجازی، یک کاربر اینترنت در ایالات متحده می‌تواند با دسترسی از طریق سرور، میزبان در آمستردام، به مواد ممنوعه میزبان در آمستردام دسترسی پیدا کند تا به نظر برسد که کاربر بر اساس آدرس آی‌پی در آمستردام است.

## منطق

### محافظت از ترافیک ملی
یکی از مهمترین دلایل اجرای حاکمیت شبکه، جلوگیری از اسکن اطلاعاتی است که از مسیر سایر کشورها گذر می‌کند. برای نمونه، هرگونه ترافیک اینترنتی که از مسیر ایالات متحده گذر می‌کند، مشمول قانون میهن دوستی است و ممکن است بدون در نظر گرفتن کشور مبدأ توسط آژانس امنیت ملی بررسی شود. جاناتان اوبار و اندرو کلمنت با اشاره به مسیریابی از انتقال از یک نقطه در ایالت الف به یک نقطه دیگر از همان ایالت از طریق ایالت ب در آمریکا به عنوان بومرنگ مسیریابی یاد می‌کنند آن‌ها می‌گویند این نوع مسیریابی بدان معنی است که ایالات متحده می‌تواند ترافیک کانادا را ردیابی و بررسی کند.

### محافظت از حق نشر
دولت‌ها ممکن است بخواهند حاکمیت شبکه را برای محافظت از حق نشر در مرزهای خود تصویب کنند. هدف اعتراضاتسوپا و پیپا جلوگیری از آنچه در واقع سرقت تلقی می‌شود بود. ارائه دهندگان محتوا می‌خواهند که محتوای آنها طبق آنچه در نظر گرفته شده استفاده شود زیرا حقوق مالکیت مرتبط با آن محتوا متعلق به آن‌ها است. یک نمونه از چنین محافظت‌هایی در تجارت الکترونیکی است.

### تجارت الکترونیک
هم‌اکنون، شبکه‌های خصوصی در حال شکایت کسانی هستند که حقوق مالکیت آنها را نقض می‌کنند. برای اجرای مؤثر تجارت الکترونیکی در اینترنت، بازرگانان نه تنها باید از محتوای خود بلکه باید از اطلاعات خریداران محتوا نیز از طریق محدودیت در دسترسی و رمزگذاری محافظت کنند. هم‌اکنون، یکی از مؤثرترین راه‌ها برای مقررات‌گذاری تجارت الکترونیکی، اجازه دادن به ارائه دهندگان خدمات اینترنتی (ISP) برای تنظیم بازار است. استدلال مخالف برای تنظیم اینترنت توسط حاکمیت شبکه برای اجازه تجارت الکترونیکی، این است که باعث می‌شود ارزش‌های مساوات و باز اینترنت متلاشی شود، زیرا دولت‌ها و ISPها را وادار می‌کند تا نه تنها محتوای اینترنت ، بلکه نحوه مصرف محتوا را تنظیم کنند.

## نقش سازمان جهانی مالکیت معنوی
سازمان جهانی مالکیت معنوی یک نهاد سازمان ملل متحد است که برای محافظت از مالکیت معنوی در تمام کشورهای عضو این کشور طراحی شده‌است. سازمان جهانی مالکیت معنوی به محتوا اجازه می‌دهد تا از طریق معاهده همکاری ثبت اختراع (PCT) از شبکه‌های گوناگونی گذر کند. معاهده همکاری ثبت اختراع با ارائه امنیت برای ارائه دهندگان محتوا در مرزهای دولتی، به ثبت اختراعات بین‌المللی می‌پردازد. این وظیفه دولت‌ها است که حاکمیت شبکه خود را برای تحقق حقوق ثبت اختراع اعمال کنند. استانداردهای جهانی برای کپی رایت و رمزگذاری به عنوان راهی برای همکاری دولت‌ها مورد توجه قرار می‌گیرد. با استانداردهای جهانی، اجرای حاکمیت شبکه آسانتر است زیرا باعث احترام به مالکیت معنوی و حفظ حقوق تولیدکنندگان و ارائه دهندگان محتوا می‌شود. ممکن است که دولت‌ها نتوانند از تنظیم مقررات این ابتکارات پیروی کنند. برای نمونه، در سیستم تراشه‌کلیپر در سال ۱۹۹۵، دولت کلینتون در ایالات متحده، سیاست اولیه خود را نقض کردو زیرا تصور می‌شد که بزودی شکستن تراشه‌ها خیلی آسان خواهد بود. یکی از گزینه‌های دیگر، اجرای امضای دیجیتالی است که می‌تواند با اجبار ارائه دهندگان محتوا و دولت‌ها به امضای محتوا، مانند یک بسته شبکه، حاکمیت شبکه را تضمین کند. این سیستم هم‌اکنون در شبکه‌های Wi-دسترسی حفاظت شده به وای‌فای بنگاهی، برخی وب سایت‌های ایمن و توزیع نرم‌افزار پیاده‌سازی شده‌است. این امر اجازه می‌دهد تا محتوا بدون مشکل از مرزها عبور کند، زیرا از طریق سازمان‌هایی مانند سازمان جهانی مالکیت معنوی مشکلاتش تسهیل می‌شود.